# Focal Plus 人聲樂團
Focal Plus人聲樂團，是台灣的純人聲演唱（阿卡貝拉）音樂團體。他們的音樂除了歌曲主旋律、豐富的人聲和聲之外，也包含了適當的節奏口技以及擬聲（scat）唱法。由於人聲樂團往往利用麥克風、音響等現代設備，創造出更多元的音樂形式，因此與傳統合唱團的音樂差異甚大。Focal Plus人聲樂團除了具有純人聲演唱的特色之外，又常常在舞台上融入了華麗的服裝與舞蹈，形成其特殊的音樂風格。

## 簡介
Focal Plus人聲樂團成立於2006年11月，其前身為2003年所成軍的TFG（The Focal Group）即興之聲人聲樂團。2006年由於超過半數的TFG團員另有生涯規劃，樂團短暫解散，現任團長Yuko邀請了多位優秀歌手，重組為Focal Plus人聲樂團。
Focal Plus人聲樂團之團員來自不同的地方，皆有多年的演唱經驗，對於歌唱與表演的有著無比的熱情，相遇之後一拍即合。
2007年Focal Plus邀請到前NHK音樂總監、現為橫跨台灣流行樂界與古典樂界的音樂家--櫻井弘二老師量身編製《港都夜雨》、《後知後覺》兩曲，同時於台灣合唱中心所主辦的台灣國際重唱大賽初試啼聲，於國內及國際賽當中獲得極佳的成績，榮獲國內賽第二名（第一名從缺）、國際賽第三名、同時獲得最佳人聲打擊（國內國際）、最佳編曲、爵士演唱、中文歌曲、舞台呈現等多項大獎。亮眼的表現讓國內外評審及參賽團體皆留下深刻的印象。
2008年7月赴奧地利格拉茲參加世界阿卡貝拉大賽，在諸多強隊當中脫穎而出，獲得銀牌獎的肯定。

## 獲獎紀錄
- 2007.10.07　2007台灣國際重唱藝術節
  - （國內賽）歌手組第二名同時榮獲五項個人、團體大獎。
  - （國際賽）歌手組第三名同時榮獲「最佳人聲打擊獎」

- 2008.07.10　受台灣合唱音樂中心推薦代表亞洲團隊 赴奧地利格拉茲參加2008世界阿卡貝拉大賽
  - 榮獲 銀牌獎殊榮

- 2008.10.18　2008台灣重唱藝術節
  - （國內賽）歌手組第二名、最佳舞台呈現獎

- 2008.11.23考取台北市街頭藝人執照

## 重要演出經歷
- 2007.01.07　三重市迎春音樂會開場演出
- 2007.03.24受邀參與台灣合唱音樂中心主辦「春唱-A Cappella趴趴唱」活動與國內外團體聯演。
- 2007.08.03　Acer筆記型電腦資訊展記者會開場演出
- 2007.10.05　受邀參與台灣合唱音樂中心主辦「趴趴唱」活動，與國內外團體聯演。
- 2007.12.15　TADA假日廣場(主辦：台灣合唱音樂中心、台灣建築、藝術展演中心)
- 2007.12.15　北投圖書館一週年紀念活動。(主辦：愛地球協會、台北市立北投圖書館)
- 2007.12.15　世界真奇妙音樂會與永和愛樂合唱團、宙斯愛樂豎琴三重奏聯合演出(主辦：永和市藝術發展交流協會)
- 2007.12.21　2007耶誕寒冬送暖系列-醫院派對活動(主辦：國泰公益集團)
- 2008.01.18　2008紐約人壽電話行銷年度頒獎大會開場演出
- 2008.04.17　北區扶輪社中日韓大會於台北101大樓85樓演唱
- 2008.05.12　德國麥森瓷器VIP晚宴於福華飯店演唱
- 2008.06.29　蔬活地球抗暖化群星減碳音樂會
- 2008.08.16　誠品敦南綠色生活發芽日演唱(主辦：愛地球文化協會)
- 2008.08.30　TIC100頒獎典禮演唱(主辦：研華文教基金會)
- 2008.10.17　台灣合唱音樂中心主辦台灣國際重唱藝術節「趴趴唱」活動與國內外團體聯演。
- 2008.11.22　硏華才藝大賽開場演出（主辦：硏華基金會)
- 2008.12.06台灣電力公司台灣之美攝影比賽頒獎典禮演唱
- 2008.12.12美國學校聖誕節晚會（維多利亞飯店）
- 2008.12.20三重市體育舞蹈委員會演出（三重體育場）
- 2009.01.12教育部優良讀物頒獎典麗（Y17青少年育樂中心）
- 2009.02.07台北站前地下街街頭藝人嘉年華受邀演出團隊
- 2009.05.10-06.09受邀參與2009朱宗慶打擊樂團跨界音樂匯-擊樂、人聲 演出（台中中山堂、台北國家音樂廳、高雄逸仙館）
- 2009.05.16 2009新一代設計展頒獎典禮演唱
- 2009.09.18 2009板橋市公園音樂節（板橋音樂公園）
- 2009.10.09~受香港特區政府民政事務局及香港青年協會之邀參與亞洲無伴奏合唱奇妙之旅演出活動

## 歌手組成

### Yuko
- 女中音，兼任團長

### 仁宣
- 人聲打擊、男中音
- 舊TFG成員之一，曾參加松山高中合唱團、榮光聖樂合唱團、台北愛樂合唱團、松韻合唱團、振聲合唱團、音樂劇坊合唱團、鴻欣打擊樂團、大風兒童音樂劇團、嵐創作體音樂劇團團員。合唱指揮曾師事江淑媛老師、連芳貝老師。打擊樂師事何鴻棋老師。
- 相關經歷：
  - 1996參加台北愛樂合唱團，於國家音樂廳演出」迪士尼與百老匯之夜」。
  - 1997參加榮光聖樂合唱團，於國家音樂廳演出」聖保羅」神劇。
  - 1998參加鴻欣打擊樂團，於演奏廳「振聲合唱團年度公演」擔任打擊樂協演。並受邀參加雙十國慶演出。
  - 1999於國家音樂廳演出」所羅門」神劇。擔任松韻合唱團指揮。
  - 1999台北國際打擊樂節，擔任輔導員。
  - 1999參加音樂劇坊合唱團，於國父紀念館演出」夜盡天明—愛、希望、百老匯」。
  - 2000台北國際打擊樂節，擔任輔導員。
  - 2000於國家音樂廳演出」真善美」音樂劇。於演奏廳演出」百老匯黃金年華Ⅰ」。於國家戲劇院演出兒童音樂劇」睡美人」，擔任國王一角。
  - 2001於國家戲劇院演出「胡桃鉗」。於國父紀念館演出」迪士尼抱抱—卡通名曲總動員」。
  - 2002於演奏廳演出「百老匯黃金年華Ⅱ」。於國家音樂廳演出」當音樂劇遇上打擊樂」。於兩廳院主辦之音樂劇夏令營擔任範唱。
  - 2002於關渡藝術大學演出「年輕就是這樣不羈」鴻欣打擊樂團四週年發表。
  - 2003通過英國皇家打擊樂檢定第五級。
  - 2004加入TFG即興之聲人聲樂團，同年並獲得台灣重唱大賽人聲樂團組第三名，台灣區阿卡貝拉大賽 最佳舞台呈現。第四屆台灣重唱大賽，獲最佳人聲打擊（Best Vocal Percussionist）。第二屆國家盃阿卡貝拉大賽，獲最佳人聲敲擊。

### 小傑
- 男高音
- 清華大學合唱團團員，曾任清大戲劇社社長。為另一著名阿卡貝拉團體pocoApoco Singers之男高音兼負責人，2008年6月透過公開徵選加入Focal Plus。
- 相關經歷
  - 1995清韻獎，第三名
  - 1996風城琴韻最佳合聲
  - 1996清大卡啦ok比賽，雙人組第一、第三
  - 1998清韻獎，最佳默契
  - 2001清大卡拉ok雙人第一
  - 2003工學院盃卡啦ok大賽個人+團體冠軍
  - 2003第三屆全國重唱大賽第三名（pocoApoco Singers）
  - 2004中廣流行之星複賽
  - 2003~2008校內外卡啦ok比賽評審
  - 2003~2008 pocoApoco Singers數十場演出

### 王挺
- 男低音

### 雅文
- 女高音

### 珊珊
- 樂團經理

## 歷史成員

### 可星（姿慧）
- 女高音
- 相關經歷：
  - 2006嵐創作體百老匯全本英文音樂劇《拜訪森林》飾灰姑娘。
  - 2006大風劇團《世紀回眸──宋美齡》。
  - 2007新象中文音樂舞台劇《歌未央》飾許景淳。
  - 2007嵐創作體百老匯歌曲音樂會《玩·全百老匯》。
  - 2007嵐創作體百老匯全本英文音樂劇《I love you, you are perfect, now change.》。
  - 2008 2010年花卉博覽會暖身曲配唱。
  - 2008四川震災歌曲《川流的血脈》女主唱。
  - 2008「蔬活地球抗暖化」群星減碳音樂會獨唱。
  - 2008嗨！劇團《LPC歌曲精選夜》、《變身怪醫音樂選粹》、嗨！劇團《搖擺不老──爵士搖滾之夜》。
  - 2008 PMT台灣人脈互助交流協會父母的寶貝親子同歡公益演唱會。
  - 2009百老匯音樂劇Smokey Joe's Cafe《慾望咖啡館》。

### 品伶
- 女中音
- 桃園市人。台灣大學生命科學系畢業。歌唱曾師事湯發凱、溫佳霖、林欣欣、連芳貝及蘇裕峰老師。並於「嵐創作體」接受舞台劇表演、肢體表演、義大利即興喜劇、踢躂舞、爵士舞、以及音樂劇歌唱訓練等各種音樂劇演員訓練。
- 相關經歷：
  - 2005台大生科之夜歌舞劇「Sophie」演出女主角
  - 2005台大生科歌唱比賽<第一名>
  - 2006台大合唱團國家音樂廳夏季公演「秘密聲林」
  - 2007嵐創作體數十場演出
  - 2008幾米音樂劇<向左走向右走>演出
  - 2008嗨劇團百老匯音樂會選集
  - 2009百老匯音樂劇Smokey Joe's Cafe演出
  - 2009隔壁親家群戲演員

### 華麗
- 男高音

### 白小茶
- 節奏口技、男高音

## 外部連結

### Focal Plus相關網頁
- Focal Plus官方部落格（页面存档备份，存于）
- Focal Plus Facebook（页面存档备份，存于）